# Sonangol

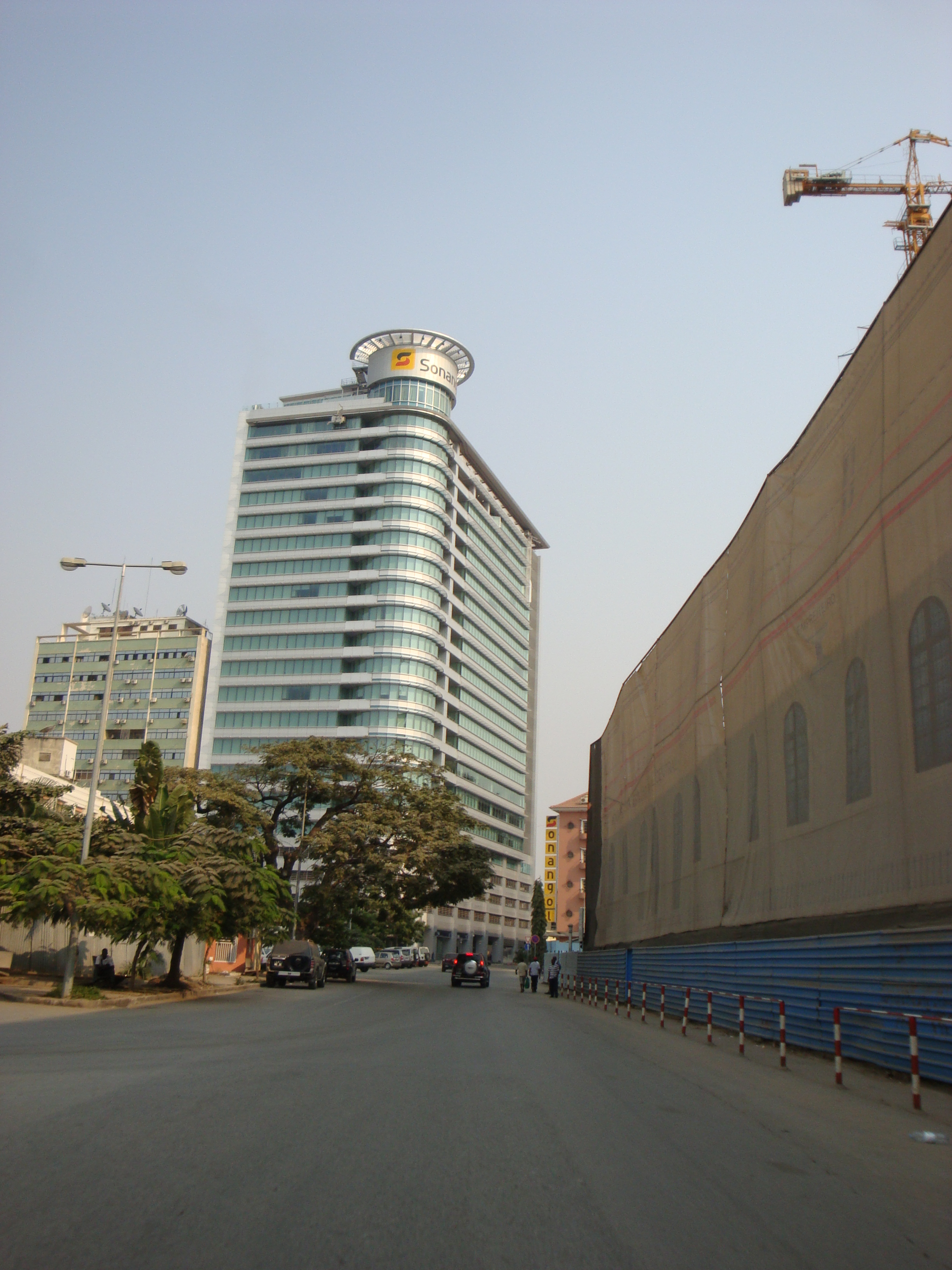
Sonangols kontor i Luanda

Sonangol (Sociedade Nacional de Combustíveis de Angola) är ett statsägt angolanskt olje- och gasföretag. Med en omsättning på 17 miljarder USA-dollar var det 2007 Afrikas näst största företag. Företaget skapades 1976 genom att det portugisiska oljeföretaget ANGOL i samband med landets självständighet nationaliserades. Efter Angolas självständighet kom flera av oljebolagen som varit aktiva i landet att lämna landet och Sonangol köpte då upp deras verksamhet.
I december 2009 vann Sonangol en upphandling om att få utvinna olja i Qaiyarah och Najmah i Ninawa-provinsen i norra Irak.